# 정혁진 (1994년)
정혁진(1994년 7월 18일 ~)은 KBO 리그의 전 투수다.

## 출신 학교
- 온양온천초등학교
- 온양중학교
- 북일고등학교